# Faramea porophylla
Faramea porophylla är en måreväxtart som först beskrevs av Vell., och fick sitt nu gällande namn av Johannes Müller Argoviensis. Faramea porophylla ingår i släktet Faramea och familjen måreväxter. Inga underarter finns listade i Catalogue of Life.